# Pseudomussaenda stenocarpa
Pseudomussaenda stenocarpa är en måreväxtart som först beskrevs av William Philip Hiern, och fick sitt nu gällande namn av Ernest Marie Antoine Petit. Pseudomussaenda stenocarpa ingår i släktet Pseudomussaenda och familjen måreväxter. Inga underarter finns listade i Catalogue of Life.